# Bezons
Bezons là một xã trong vùng đô thị Paris, thuộc tỉnh Val-d'Oise, vùng hành chính Île-de-France của nước Pháp, có dân số là 26.263 người (thời điểm 1999).

## Các thành phố kết nghĩa
- Szekszàrd, Hungary (từ 1967)
- Downpatrick, Bắc Ireland (từ 1984)